# 湯村輝彦
湯村 輝彦（ゆむら てるひこ、1942年〈昭和17年〉11月1日 - ）は、イラストレーター、デザイナー、漫画家、音楽評論家である。
ヘタウマなイラストと、スウィート・ソウルなどのR&Bや、ギャングスタ・ラップ、Gファンクのフリークとしても知られる日本グラフィック界の大ベテラン。東京都新宿区角筈（現在の西新宿）生まれ。ペンネーム、別名義はTerry Johnson（テリー・ジョンスン）、ゴンゾスタ-T、ゴンゾ。また、かつては、「フラミンゴ・テリー」、「FRAMINA TERRENO GONZO」、「TERRINO FLAMINI' GONZAREZ」、「紅鶴照万太」などのペンネームも用いていた。愛称は「キング・テリー」（略して、「キンテリ」とも）。
「フラミンゴ・スタジオ」を主宰している。イラストレーターの湯村タラは妻で、おしどり夫婦として知られる。また、長男もRICKY名義でイラストレイター、デザイナーとしての活動を行っている。

## 人物・経歴
父親は明治座の支配人で、そのため、幼稚園から中学2年まで、月に1回は歌舞伎を見にいったという。裕福であったため、少年漫画雑誌はすべて購読。なかでも杉浦茂の大ファンで、単行本をコンプリートしていという。また、一人っ子で、病弱な少年だったという。中学3年の時に、父親が倒れ、それからは新聞配達のアルバイトなどをし、家計を助けた。だが、高校時代は不良となってしまった。その後も毀誉褒貶の時代が続くが、現在の妻のタラ（湯村が32歳の時に出会い、1977年の35歳の時に結婚。なお、湯村は20代の時に1度結婚し、別れている。）と出会ってから、穏やかな性格になったという。
青山学院中等部から、同高等部に進み1961年卒業。多摩美術大学を受験するが失敗し、YMCA英語学校にて浪人生活をする。翌年、多摩美術大学平面図案科（現在のグラフィック・デザイン科）入学。山名文夫に師事する。1966年春、卒業制作課題違反連続のため、卒業が秋まで延期される。だが、この卒業制作のひとつが『アイデア』誌（誠文堂新光社）の優秀作品に選ばれる。在学中から、同大学の先輩、和田誠を尊敬していた。また、中学、高校、大学を通じての先輩にあたるのが原田治だった。卒業後、デザイン事務所につとめるが、3か月で通勤が嫌になり、会社に願い出て嘱託勤務となり、自宅で仕事をするようになる。
最初のイラストレーションの仕事は『女性自身』（光文社）のコラムのカットであった。やがて、三菱石油のためのイラストレーションがメインの仕事となる。この仕事で、1968年度東京イラストレーターズ・クラブ新人賞を受賞。嘱託だった会社からも完全に独立し、専業のイラストレーターとなる。
受賞記念パーティで矢吹申彦を知り、意気投合してY2というチームを作る。その後、河村要助も参加し、「100パーセント・スタジオ」と改名する。このころ、グラフィック・デザイナーの舟橋全二と知り合う。当時は「ブッシュ・ビン・スタジオ」の全盛期であり、大きな刺激を受ける。また、アート・ディレクター江島任を知り、刺激を受けた。また、『男の雑誌 NOW』（文化出版局）で、イラストレーションや漫画を描く等する。1970年、ロッテの「ボンボンガム」のCMではボディペインティングの踊る女性のデザインを担当した。
1972年に、「100パーセント・スタジオ」を解散。1974年、河村要助、原田治、佐藤憲吉、大西重成と「ホームラン」というイラストレーター・チームを結成。ニュース・ペーパー「ホームラン」を創刊する。しかし数か月でこのチームは分解する。
1975年、自身のスタジオで現在まで続く、「ORIGINAL FLAMINGO STUDIO」を創設。メンバーは、イラストレーターのペンギンジョーこと永井博、アート・ディレクターの秋山政美、カメラマンの吉岡英隆、コピーライターの糸井重里等であった。
1976年、糸井とともに制作した、ウェルジンの広告でADC賞を受賞する。このころは、マイナーな仕事を多数こなしていた。また糸井と共作の絵本『さよならペンギン』（すばる書房）を刊行する。
同年、『NOW』での湯村の漫画作品を読んでいた漫画雑誌『ガロ』（青林堂）の編集者である南伸坊から、漫画執筆を依頼される。湯村は、糸井重里の原作で『ペンギンごはん』という作品を発表。かわいいペンギンが登場するが、ストーリーは陰惨な内容というパンクな作品であった。以降も『ガロ』に『ペンギンごはん』シリーズ作品を発表し（1977年は『ガロ』の表紙も1年間担当した）、1980年に『情熱のペンギンごはん』として刊行。ヘタウマ漫画の金字塔となり、1980年代におきるヘタウマブームの先駆となる。  
1977年資生堂より、"KENZO SHOW IN TOKYO"の仕事が入る。以後メジャーな仕事がふえる。以降、広告のイラスト、雑誌や書籍やレコードやCDのカバー絵、雑誌のイラスト、絵本などを手がけ、その個性的な、エロで生々しい匂いを放つ絵柄で、現在も精力的に活動を続けている。
イラスト界の大御所でありながら、現在もメジャーな仕事から、小部数の雑誌等のマイナーな仕事まで、非常に幅広くてがけている。クレイジーケンバンドのCDのジャケット・ワークを手がけていることで知られる。
「フラミンゴ・スタジオ」は主にデザインをやっており、「デザイン事務所の社長」でもある。また、スウィートなソウル・ミュージックやギャングスタ・ラップのマニアであることから、『湯村輝彦ヒットパレード』『甘茶ソウル百科事典』『ギャングスタ・ラヴ』という音楽本も刊行している。27歳から痔をわずらっており、痔についての本も刊行。またハゲについての絵本も刊行している。
猫好きでもあり、愛猫5匹との日常を綴ったほのぼのエッセー『テリーのネコメロ』を『アックス』誌（青林工藝舎）に連載を持った。

## 著書
- なりたがりやのくも（白石かずこ文、湯村画の絵本） 岩崎書店, 1978.6
- さよならペンギン（糸井重里文、湯村画の絵本） すばる書房, 1976.7 - のち、「ほぼ日ブックス」で再刊
- こよみのこよみ  詞・曲：和田誠、絵：湯村＋和田誠　すばる書房 1977 - 娘「湯村暦」へのプレゼント絵本。1月から12月までの歌のカレンダーで構成。
- Moon-lite Cocktails（構成：養父正一の絵本）　CBSソニー出版　1979年
- 情熱のペンギンごはん（糸井重里原作、湯村画） 情報センター出版局, 1980.6
- 湯村輝彦ヒットパレード 美術出版社, 1981.7
- テリー百%  PARCO出版, 1981.5
- ハツラツマガジン記念特別号 特集湯村輝彦の全て 大塚製薬 -湯村がオロナミンCの広告を担当したことから、その広告の集大成。
- どすこいイラスト アートーン・マガジン　宣伝会議　1983.11
  - 霜田恵美子、日比野克彦、みうらじゅん、山川惣治、大田克彦、杉山恒太郎、リンダ・ハリー、アンドリュー・キーティング、アート・スピーゲルマン、ゲイリー・バンダー、橋本ユキ、石井志津男、大伴良司、みうらじゅん、さわだとしき、藤井吾郎、奥平イラ、根本敬、中野久美子、蛭子能収、安西水丸、泉昌之、須川修平、田中信明、スージー甘金、野々村文宏、荒俣宏、粉川哲夫、長井勝一、福原秀美、テリー・ジョンスン、谷口康彦、鈴木武人、渡辺和博、高木孝、伊島薫、立花ハジメ、奥村靫正、中沢新一、横尾忠則、高杉弾、デビッド・ホックニー、橋本治
- こども用 One dozen adult stories（糸井重里文、湯村画） 松文館 1984.1
- イラスト劇場 VOL.4 BIGナンセンス 学習研究社 1984.12
  - テリー・ジョンスンこと湯村輝彦、三輪滋、峰岸達、かわぐちせいこ、及川正通、古川タク、佐伯俊男、太田蛍一、吉田カツ、長新太、佐伯俊男、蛭子能収、根本敬、安斎肇などのイラスト。座談会：糸井重里、蛭子能収、根本敬ほか。
- にっぽんのえ　現代トップアーティスト自選集1 河村要助vs.湯村輝彦 小学館, 1984.12
- ヘタうま略画・図案辞典（テリー・ジョンスン名義） 誠文堂新光社, 1986.12
- キンテリのモンスターリミックス（テリー・ジョンスン名義、ポストカード・ブック） 架空社 1998.12
- ももたろう（川崎洋文、湯村画の絵本） 三起商行, 1987.11 (ミキハウスの絵本)
- うらしまたろう（川崎洋文、湯村画の絵本）三起商行, 1989.11 (ミキハウスの絵本)
- ほらふきたろう（川崎洋文、湯村画の絵本）三起商行, 1989.11 (ミキハウスの絵本)
- 完本 情熱のペンギンごはん（糸井原作、湯村画） 筑摩書房, 1993.7
- 走れゴン こんぴら狗物語（多田とし子文、湯村画の絵本） フレーベル館, 1994.1
- 甘茶ソウル百科事典（Terry Johnson名義、Moody Moony及びBilly Blackmonとの共著） ブルース・インターアクションズ  1997.12
- 湯村輝彦の痔慢!! 30年つれそった“愛いヤツ”へのラブレター 祥伝社, 1999.6
- ハゲハゲライフ 十人十色（相馬公平文、湯村画の絵本） 架空社, 1999.3
- ギャングスタ・ラヴ Gonzo presents. v.1(2001) （ゴンゾ名義で監修）ブルース・インターアクションズ 2001.1
- 決定版 ヘタうま大全集（テリー・ジョンスン名義） ブルース・インターアクションズ, 2005.5
- テリー・ジョンスンひみつ手帳（テリー・ジョンスン名義） G.B. 2005.11
- THE BEST OF EROTIC JACKET （テリー・ジョンスン名義、ムーディ・ムーニー,黒門ビリー共著,ゴンゾスタ(特別監修) スペースシャワーネットワーク 2011.2
- ギャングスタ・ラップ　カセットの世界 (Gonzosta-T. ゴンゾスタ-T名義）Pヴァイン 2023.4月

## 挿絵を担当
- 迷探偵スベントン登場（オーケ・ホルムベルイ作） 講談社, 1971
- いえ、ちょっと 愛と冒険のOL生活レポート（ののやま・よしたか編著） 中央公論社, 1983.3
- いなかのねずみとまちのねずみ イソップ童話（奈良橋陽子著） アスク, 1998.9
- 数え方クイズ100（飯田朝子著） 小学館, 2005

## 受賞
- 1968 東京イラストレーターズクラブ新人賞
- 1976 東京アートディレクターズクラブ（ADC）賞
- 1981 東京アートディレクターズクラブ（ADC）賞

## 展覧会
西武美術館、アムステルダム・ステーデリック美術館、ヴィクトリア・アンド・アルバート美術館、板橋区立美術館、AXISギャラリー、川崎市市民ミュージアム、ギンザ・グラフィック・ギャラリーなどで開催。

## ビデオ
- グラフィックアート1 テリー1  1990

## トリビュート
- A Tribute To Terry Johnson; Pillow TalkS（CD）2001
  - 小西康陽、スチャダラパー、クレイジーケンバンド、スクーターズ、DJよしお、常盤響、高木完、もりばやしみほ（ハイポジ）
  - デザイン信藤三雄、ライナー：川勝正幸
- テリー・ジョンスン・トリビュート：ピロートークス（DVD） 2002
  - 信藤三雄、伊藤桂司、ヒロ杉山、常盤響、タイクーングラフィックス

## テレビCM
- バーミヤンCM
- キリンビール　KIRIN LAGER ビール開き'95

## 関連人物
- 中島貴子（タカコスタ・ロドリゲス）
- ビリー・ブラックモン
- ムーディ・ムーニー - 甘茶本の共著者

- あんちゃん - オープニングとエンディングのイラストを担当
- 杉浦茂 - 湯村は青年期以降、漫画に興味がなくなるが、杉浦茂については一貫して熱狂的なファンであった。80年代に発行されたカセットテープ付マガジン『TRA』の、84年のコミックス特集号で対談もしている。
- ヒロ杉山 - 元フラミンゴ・スタジオ勤務。
- 戸川昌士 - 交友のある湯村ファン。レコードマニアにして、古書店「ちんき堂」主人。戸川の本の装丁はすべて湯村が手がけている。